# Misinto
Misinto est une commune de la province de Monza et de la Brianza, dans la région Lombardie, en Italie.

## Administration
| Période                                  | Période | Identité | Étiquette | Qualité |
| ---------------------------------------- | ------- | -------- | --------- | ------- |
|                                          |         |          |           |         |
| Les données manquantes sont à compléter. |         |          |           |         |

### Hameaux
Cascina Nuova, Cascina Sant'Andrea.

### Communes limitrophes
Lentate sul Seveso, Lazzate, Rovellasca, Rovello Porro, Cogliate.